# ESM1
ESM1‏ (Endothelial cell specific molecule 1) هوَ بروتين يُشَفر بواسطة جين ESM1 في الإنسان.